# Barrinea arcana
Barrinea arcana är en tvåvingeart som beskrevs av Donald Henry Colless 1994. Barrinea arcana ingår i släktet Barrinea och familjen gråsuggeflugor. Inga underarter finns listade i Catalogue of Life.